# Iridostoma catatella
Iridostoma catatella är en fjärilsart som beskrevs av Pierre E.L. Viette 1956. Iridostoma catatella ingår i släktet Iridostoma och familjen spinnmalar. Inga underarter finns listade i Catalogue of Life.